# Grammatica della lingua protoindoeuropea
La grammatica del protoindoeuropeo è una ricostruzione frutto del confronto tra le lingue indoeuropee di attestazione più antica e, in mancanza di queste, tra le lingue moderne, ipotizzandone una origine comune.
Di questa lingua si ricostruisce la grammatica, comprendente un sistema fonologico, morfologico, sintattico, lessicale, etc.

## Fonologia
Provvista, fin dalle prime ipotesi scientifiche, di dieci vocali (ă ĕ ĭ ŏ ŭ — ā ē ī ō ū, nelle due varietà breve e lunga), la fonologia della protolingua prevede, dopo gli studi di Ferdinand de Saussure, un ulteriore suono vocalico come lo scevà. Connessi a quest'ultimo fonema sarebbero, secondo la teoria delle laringali, generalmente accolta dall'indoeuropeistica, alcuni suoni consonantici di tipo laringale oggi scomparsi e individuati solo in alcune lingue anatoliche.